# Anne Just

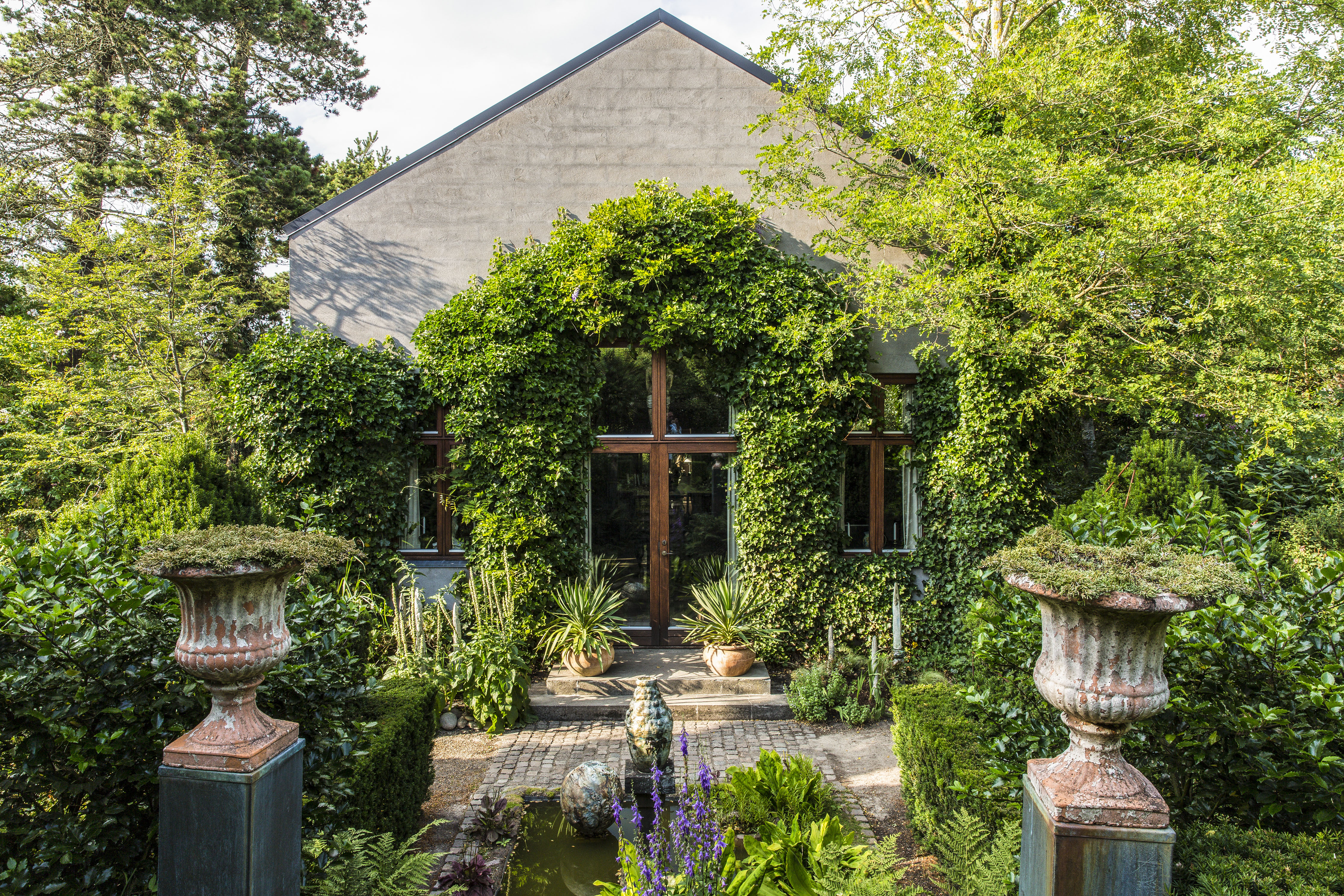
Blick in Anne Justs Garten in Hune im Juli 2013

Anne Just (* 24. Juli 1948 in Kalvehave Sogn; † 9. März 2009 in Hune Sogn) war eine dänische Gärtnerin, Künstlerin sowie Gastronomie- und Hotelbetreiberin. 

## Leben
Just zog 1966 nach Spanien und 1970 nach Grönland, wo sie als Geschäftsführerin einer Maschinenfabrik arbeitete. In ihrem Heimatort Kalvehave Sogn im äußersten Südosten der Insel Seeland erwarb sie 1975 Anteile am Hotel Færgegaarden, dessen Leitung sie – parallel zu ihrem Kunstgeschichtsstudium an der Universität Kopenhagen – auch übernahm. In Aalborg beteiligte sie sich 1978 am Restaurant Brix’ Gård, das sie ein Jahr später vollständig kaufte, und eröffnete 1981 darüber hinaus das Café Brix. Ihren Kochstil mit einfachen, schnörkellosen Gerichten aus qualitativ hochwertigen Zutaten nannte Rust „Cuisine Rustica“. Um 1984 übernahm sie das kleine Herrenhaus Skeelslund südlich von Aabybro (Jammerbugt Kommune) im Vendsyssel und etablierte es als Kulturzentrum mit Veranstaltungsräumen. Zwar betätigte sie sich während dieser Zeit auch als Malerin, erlangte aber vor allem aufgrund ihrer Gartengestaltung überregionale Bekanntheit.
Zusammen mit ihrem fünften Ehemann, dem Architekturprofessor Claus Bonderup (1943–2022) lebte sie ab 1991 in die Ortschaft Hune (Jammerbugt Kommune). Dort bezog das Paar ein 1973 errichtetes Einfamilienhaus und baute es umfangreich um. Inspiriert von einem Schlosspark in der südwestenglischen Stadt Bath, verwandelte Just das 7340 Quadratmeter messende Dünengrundstück in einen vielfältigen Garten. Ihre Idee war, dass auf jedem Quadratmeter Pflanzen für alle vier Jahreszeiten wachsen sollten, und ab 1995 machte sie den Garten in den Sommermonaten der Öffentlichkeit zugänglich. Er entwickelte sich – später ergänzt um ein kleines Café, einen Töpferpavillon und ein Hotel – im Laufe der Jahre zu einer der bekanntesten Touristenattraktionen Nordjütlands, wozu auch die Dokumentarserie Haven i Hune (de.: Der Garten in Hune) beitrug, die der öffentlich-rechtliche Fernsehsender DR2 zwischen 2003 und 2005 in drei Staffeln produzierte. 
Im Jahr 2008 wurde die Fonden til Bevarelse af Anne Just’s Have (de.: Stiftung zur Bewahrung von Anne Justs Garten) gegründet, um dessen Bestehen auch über ihren Tod hinaus sicherzustellen. Just und Bonderup überschrieben dafür das Grundstück mitsamt der Gebäude, sodass das Ensemble heute von der Stiftung betrieben wird. Just starb im Frühjahr 2009 im Alter von 60 Jahren infolge einer langjährigen Brustkrebserkrankung.

## Publikationen
- Anne Just: Mit liv i ord og billeder. Forlaget Fontæne, 2009, ISBN 978-8-799-29580-7.